# Hoplia hungarica
Hoplia hungarica – gatunek chrząszcza z rodziny poświętnikowatych i podrodziny chrabąszczowatych. Zamieszkuje Europę.

## Taksonomia
Gatunek ten opisany został po raz pierwszy w 1844 roku przez Hermanna Burmeistera.

## Morfologia
Chrząszcz o owalnym w zarysie ciele długości od 6 do 9 mm, o ubarwieniu od jasnobrunatnego po czarne, zwykle z jaśniejszymi, czasem czerwonawymi pokrywami. Powierzchnię ciała porastają wydłużone, włosowate łuski barwy srebrzystej, żółtawosrebrzystej lub złocistej, na sternitach i pygidium zwykle gęściej rozmieszczone niż po stronie grzbietowej. Pomiędzy łuskami występować mogą bardzo rzadkie, krótkie, jasne włoski. Głowa jest ziarniście punktowana, mniej lub bardziej pomarszczona. Czułki są dziewięcioczłonowe. Przedplecze jest silnie wysklepione, bezładnie punktowane i pomarszczone. Punktowanie na pokrywach jest słabsze, również nieregularne. Odnóża u samców mają trochę masywniej zbudowane stopy i pazurki niż u samic. Golenie przedniej pary mają na krawędzi zewnętrznej dwa ząbki dobrze wykształcone i jeden rozwinięty słabiej. Stopy przedniej i środkowej pary mają pazurki rozszczepione; pazurki zewnętrzne są krótsze niż połowa długości wewnętrznych. Pazurki tylnych stóp są przedwierzchołkowo wyraźnie rozszczepione.

## Ekologia i występowanie
Owad ten zasiedla tereny o piaszczystym podłożu położone nad wodami śródlądowymi. Osobniki dorosłe spotyka się na trawach, krzewach i drzewach owocowych.
Gatunek palearktyczny, europejski, znany z Hiszpanii, Francji, Austrii, Polski, Czech, Słowacji, Węgier, Białorusi, Ukrainy, Rumunii, Serbii, Czarnogóry i Albanii. W Polsce podawany jest z nielicznych, rozproszonych stanowisk w południowej części kraju. Na „Czerwonej liście zwierząt ginących i zagrożonych w Polsce” umieszczony został jako gatunek zagrożony o niedostatecznie rozpoznanym statusie (DD). Z kolei na „Czerwonej liście gatunków zagrożonych Republiki Czeskiej” znalazł się jako gatunek zagrożony wymarciem (EN).